# Krzysztof Raczkowski
Krzysztof Raczkowski, detto Docent (Kętrzyn, 29 ottobre 1970 – Olsztyn, 18 agosto 2005), è stato un batterista polacco.
È noto soprattutto come membro dei gruppi polacchi death metal Vader e Dies Irae. È anche apparso come ospite o musicista temporaneo negli Sweet Noise, Hunter, Slashing Death, Unborn, Moon e Overdub Trio.

## Biografia

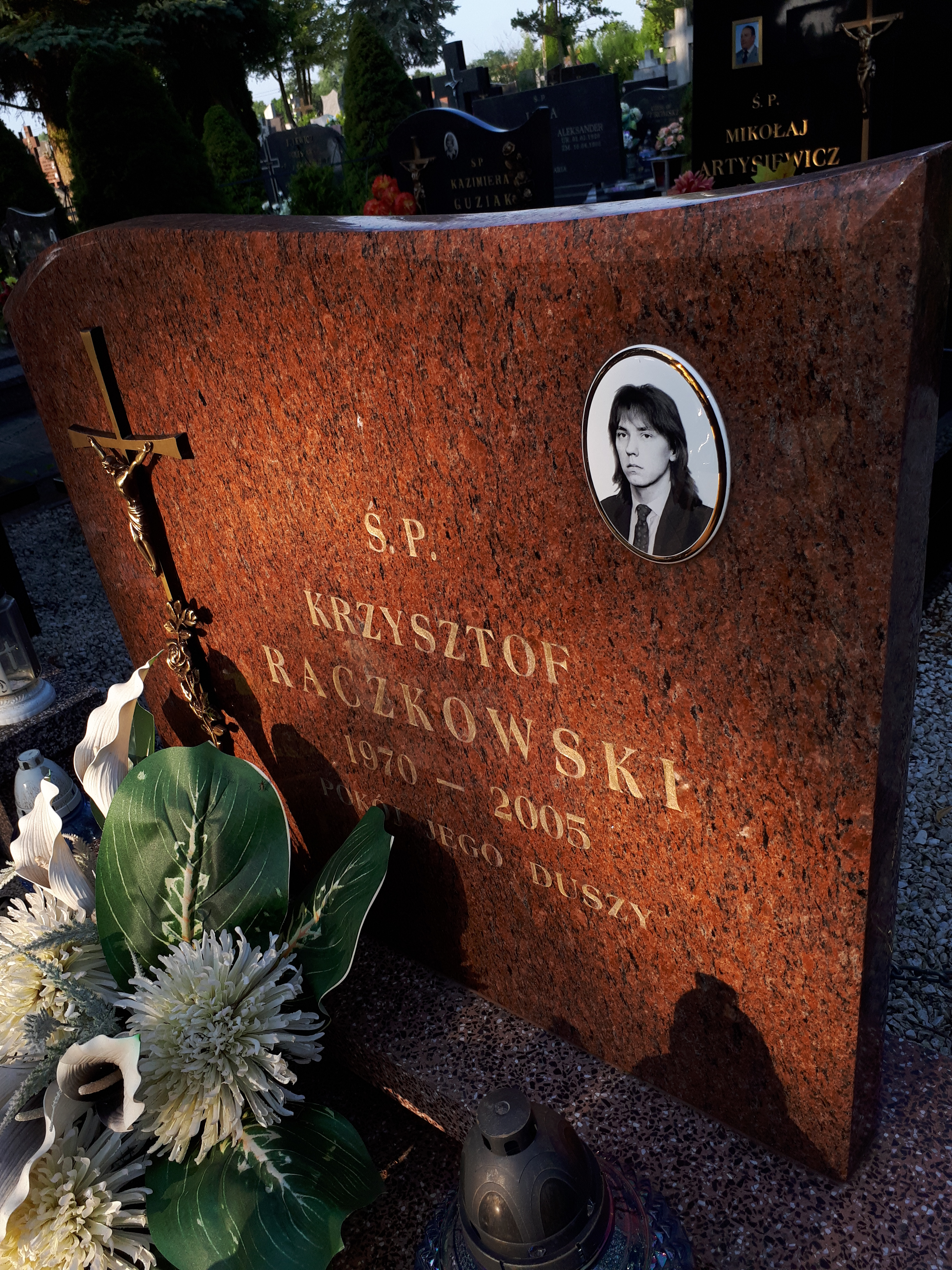
La tomba di Krzysztof "Doc" Raczkowski a Korsze.

Negli ultimi anni della sua vita, Krzysztof Raczkowski aveva sofferto di gravi problemi di alcolismo.
Inizialmente, le sessioni di batteria per l'album di Vader, The Beast, si sono svolte all'Hertz Studio di Białystok nel febbraio 2004, [1], tuttavia, Raczkowski è caduto da una rampa di scale, causando lesioni a braccia e gambe. A causa dell'incidente, le sessioni in studio sono state rinviate. Alla fine, la band decise di assumere il batterista dei Vesania Dariusz "Daray" Brzozowski come musicista per le registrazioni in studio.  Piotr "Peter" Wiwczarek ha parlato dell'incidente mentre stava lavorando all'album, dicendo:
Nel marzo 2005, Krzysztof Raczkowski lasciò ufficialmente Vader. Piotr Wiwczarek, il cantante principale della band, ha dichiarato in una dichiarazione ufficiale sul loro sito Web:
Maurycy Stefanowicz, il chitarrista della band, ha menzionato il problema di Krzysztof con l'alcol in un'intervista nell'aprile 2005.
I problemi di alcol di Doc alla fine lo fecero morire improvvisamente per insufficienza cardiaca nell'agosto 2005. Aveva 34 anni.

## Drum kit
| Alchemy Professional cymbals - AHR14 Rock Hi-hat 14" - ASWC17 Sweet Crash 17" - ACM18 Medium Crash 18" - ARWR22 Raw Ride 22" - ACH22 China 22" - ARWCH16 Raw China 16" - ASPR12 Rock Splash 12" - ABL8 Bell 8" - ARWB6 Raw Bell 6" Pedali - TAMA Iron Cobra | Yamaha Drums - Bass Drum 22" Stage Custom - Bass Drum 22" Stage Custom - Tom Tom: 12" Maple Custom - Tom Tom: 13" Maple Custom - Tom Tom: 14" Maple Custom - Floor Tom: 16" Maple Custom - Snare Power V 5,1" Effetti - Alesis D4 Trigger Module - Ddrum Trigger Clamps |

## Discografia
- Vader - The Ultimate Incantation (1993, Earache Records)
- Vader - De Profundis (1995, Impact Records)
- Vader - Black to the Blind (1997, Impact Records)
- Vader - Litany (2000, Metal Blade Records)
- Vader - Revelations (2002, Metal Blade Records)
- Slashing Death - Live at Thrash Camp (1988, demo)
- Slashing Death - Irrevocably & With No Hope (1989, demo)
- Slashing Death - Kill Me 'Coz I Can't Stop (1990, demo)
- Sweet Noise - Getto (1996)
- Moon - Daemon's Heart (1997)
- Black Altar - Na uroczysku (1998)
- Christ Agony - Elysium (1999)
- Tower - Mercury (1999)
- Dies Irae - Immolated (2000)
- Dies Irae - The Sin War (2002)
- Sweet Noise - Revolta (2003)
- Dies Irae - Sculpture of Stone (2004)
- Sweet Noise - The Triptic (2007)
- Atrocious Filth - Atrocious Filth (2008)

## Videografia
- Vader - Vision and Voice (1998, VHS)
- Vader - More Vision and the Voice (2002, DVD)
- Vader - Night of the Apocalypse (2005, DVD)
- Dies Irae - The Art of an Endless Creation (2009, DVD)